# Gabrielle Weidner
Gabrielle Hermine Weidner (17. August 1914 in Brüssel; † 6. Februar oder 15. Februar 1945 in Königsberg in der Neumark (heute Chojna)) war eine niederländische Widerstandskämpferin im Zweiten Weltkrieg.

## Werdegang
Gabrielle Weidner wurde in Brüssel als zweites von vier Kindern des Pfarrers und Lehrers Johan Hendrik Weidner (1881–1947) und von Johanna Geertruida Linschoten (1885–1960) geboren. Ihre Eltern waren niederländische Siebenten-Tags-Adventisten. Sie wuchs mit ihrer Schwester und zwei Brüdern an der französisch-schweizerischen Grenze in Collonges-sous-Salève auf, wo ihr Vater am Séminaire Adventiste du Salève Latein und Griechisch unterrichtete. Sie besuchte eine weiterführende Schule in London, unternahm Studienreisen ins Ausland und erlernte mehrere Sprachen. Im Alter von 16 Jahren wurde sie als Siebenten-Tags-Adventistin getauft und bekräftigte damit die Mitgliedschaft in ihrer protestantischen Freikirche. In den 1930er Jahren ließ sie sich in Paris nieder, wo sie im Sekretariat der Zentrale der Französisch-Belgischen Union der Siebenten-Tags-Adventisten arbeitete. Ihre Studienreisen in Westeuropa und ihre Fremdsprachenkenntnisse kamen ihr hierbei zugute.

## Tätigkeit im Widerstand
Nach dem Westfeldzug, der mit dem Waffenstillstand von Compiègne endete,  floh Gabrielle Weidner mit ihrem Bruder Johan Hendrik Weidner (1912–1994), der von Paris aus ein Textilgeschäft betrieb, nach Lyon. Nach der französischen Niederlage und der Einsetzung des Vichy-Regimes kehrte sie nach Paris zurück. Ihr Bruder blieb in Lyon, wo er ein neues Textilunternehmen aufbaute und mit seiner Frau Elisabeth Cartier und Freunden ab 1941 das Dutch-Paris-Fluchtnetzwerk aufbaute. Diese Widerstandsgruppe brachte verfolgte Menschen aus den vom nationalsozialistischen Deutschland besetzten Niederlanden, Belgien und Frankreich durch Frankreich und dann auf unwegsamen Bergpfaden entweder über den Grenzübergang bei Collonges-sous-Salève in die Schweiz oder über die Pyrenäen nach Spanien in Sicherheit. Dem aus bis zu 300 Fluchthelfern bestehenden Netzwerk gelang es, etwa 800 Juden, 112 abgeschossene alliierte Besatzungsmitglieder und zahlreiche weitere Menschen über die Grenzen zu bringen. Von Paris aus war Gabrielle Weidner an dieser Widerstandsarbeit beteiligt. Sie unternahm Kurierdienste zwischen den besetzten und unbesetzten Teilen Frankreichs, stellte Pakete für Juden in Lagern zusammen, bot durchreisenden Flüchtenden in Paris Unterschlupf und gab Nachrichten und Informationen auf Mikrofilm weiter.

## Verhaftung und Deportation
Nachdem eine Kurierin im Februar 1944 der Gestapo in die Hände fiel und unter Folter Informationen über Dutch-Paris verriet, wurden etwa 150 Mitglieder des Netzwerks festgenommen, darunter auch Gabrielle Weidner. Sie wurde am 26. Februar während des Morgengottesdienstes in der Pariser Kirche der Siebenten-Tags-Adventisten festgenommen und im Gefängnis Fresnes bei Paris als Köder für ihren Bruder Johan Weidner festgehalten, der eine der von der Gestapo am meisten gesuchten Personen war. Nach einem halben Jahr Haft wurde Gabrielle Weidner Mitte August 1944 mit dem Zug in Konzentrationslager in Deutschland deportiert, kurz bevor Paris am 25. August 1944 befreit wurde. Zunächst gelangte sie am 21. August in das Frauenlager von Ravensbrück. Ihre Lagerkleidung war nicht mit einem violetten Winkel markiert, wie es bei Adventisten oder Zeugen Jehovas üblich war, sondern mit einem roten Winkel mit dem Buchstaben F, wodurch sie als französische politische Gefangene gekennzeichnet war.
Von Ravensbrück wurde sie zusammen mit anderen französischen Häftlingen in ein Außenlager des KZ Buchenwald in der Nähe von Torgau in Sachsen verlegt. Sie arbeitete in der Heeresmunitionsanstalt Torgau, wo die Zwangsarbeiterinnen den Säuren und Dämpfen ausgesetzt waren, die beim Füllen von Granaten freigesetzt wurden. Durch den ungeschützten Umgang mit giftigen Chemikalien erlitten viele bleibende Haut- und Lungenschäden. Gabrielle Weidners Gesundheitszustand, der nie besonders robust war, verschlechterte sich dort schnell.
Ende Oktober 1944 wurde Gabrielle Weidner nach Ravensbrück zurückgeschickt und am 29. Oktober 1944 einem Außenlager nahe der achtzig Kilometer östlich gelegenen Stadt Königsberg in der Neumark (heute Chojna in Polen) zugewiesen. Hier musste sie beim Ausbau eines Luftwaffenstützpunktes mitwirken, wozu auch der Bau neuer Start- und Landebahnen gehörte. Die harte Arbeit im Winter, die unbeheizten Baracken und die unzureichende Ernährung schwächten sie so sehr, dass sie ins Krankenrevier kam. Mit dem Näherrücken der sowjetischen Armee Anfang Februar 1945 wurde das Lager evakuiert. Gabrielle Weidner blieb mit anderen zu sehr geschwächten und sterbenden Mitgefangenen zurück. Sie erlebte noch die Befreiung des Lagers am  5. Februar und starb dort am 6. oder 15. Februar 1945. Ihr Grab ließ sich nach dem Krieg nicht mehr ermitteln.

## Ehrungen

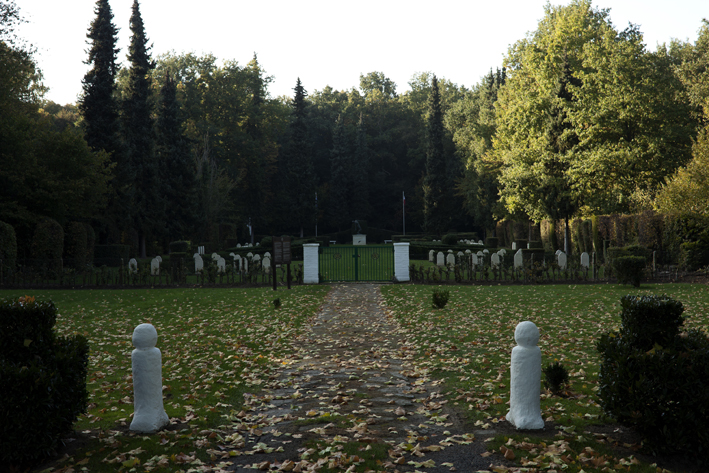
Niederländisches Ehrenfeld in Orry-la-Ville

Für ihren Einsatz während des Krieges, „für Mut, Initiative, Ausdauer, Selbstaufopferung und Hingabe, die unter gefährlichen Umständen im gemeinsamen Kampf gegen den gemeinsamen Feind zur Wahrung der Unabhängigkeit und geistigen Freiheit gezeigt wurden“,  wurde Gabrielle Weidner posthum mit dem Königlichen Dekret Nr. 1 vom 23. Mai 1950 das Verzetskruis (Widerstandskreuz) verliehen.
Ihr Name steht auf einer Gedenktafel der Widerstandskämpfer auf dem niederländischen Kriegsfriedhof in Orry-la-Ville nördlich von Paris.